# Мистическая охота на единорога

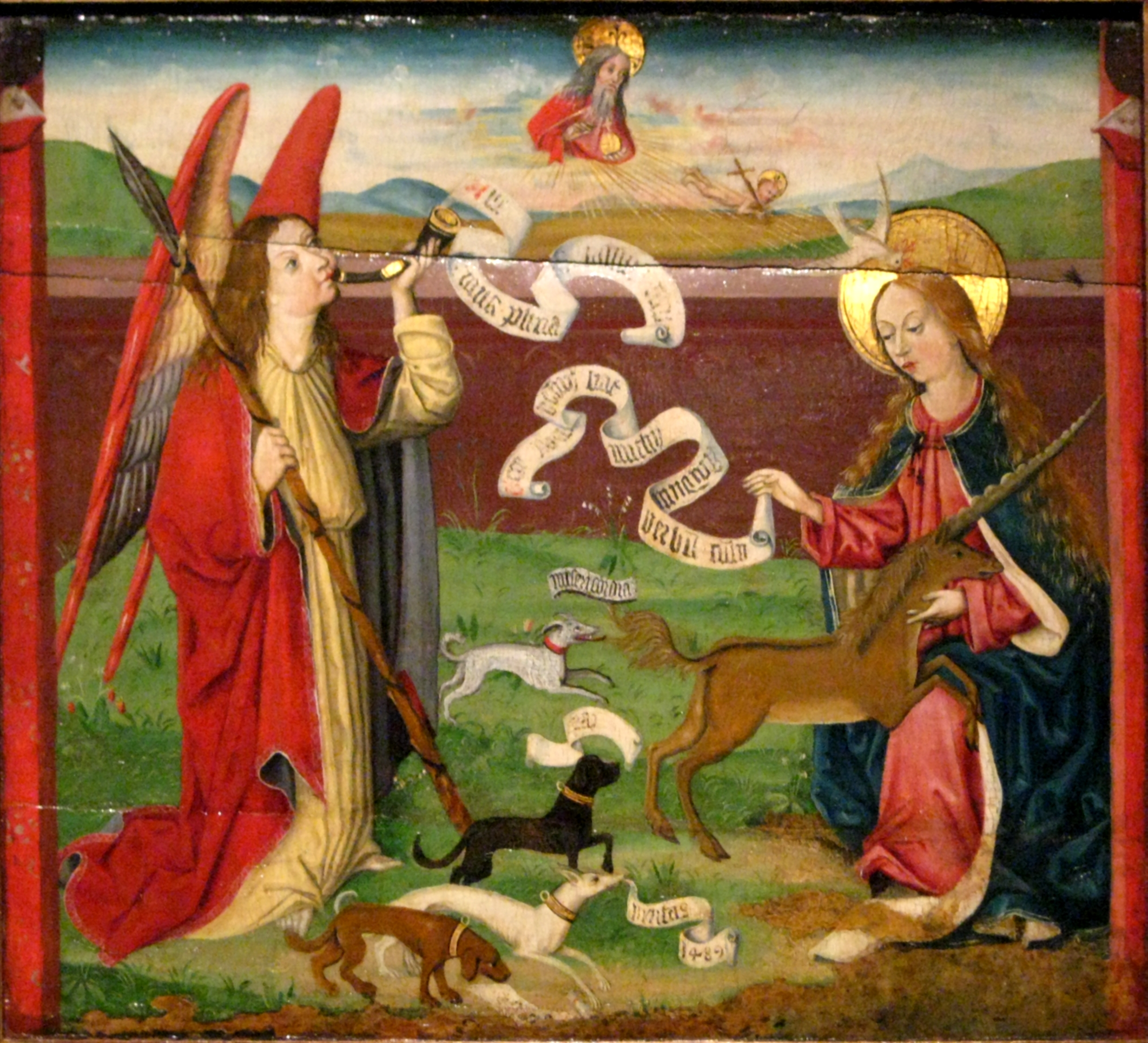
Благовещение (Мистическая охота на единорога). 1489. Дерево, масло. Круг Мартина Шонгауэра. Музей изобразительных искусств им. А. С. Пушкина, Москва

Мистическая охота на единорога в запертом саду (нем. Die Mystische Einhornjagd im hortus conclusus) — аллегорическое изображение евангельской истории Благовещения Девы Марии, получившее распространение в западноевропейском искусстве позднего Средневековья и эпохи Возрождения. Изображения «мистической охоты» известны по живописным картинам, книжным миниатюрам и гравюрам XV века.

## Иконография и символика
В подобных аллегорических композициях Дева Мария изображается согласно иконографии Hortus conclusus в центре огороженного сада. Характерной чертой темы «Мистической охоты» является обилие ветхозаветных образов-притч, которыми обогащается иконографическая программа. Особенно большое количество метафор взято из «Песни Песней», самой комментируемой книги Библии в Средние века: «Запертый сад — сестра моя, невеста, заключённый колодезь, запечатанный источник» (ПП 4:12).
Сочетание укрепления культа Девы Марии и последовательной мариологической интерпретации «Песни Песней» постепенно привело к развитию своеобразной живописной композиции. Некоторые символы также взяты из «Физиолога», раннехристианской книги по естествознанию.
Единорог (символ девственной чистоты) кладёт голову на колени Девы Марии (символ Воплощение Христа). Деву Марию в таких композициях иногда изображают с зеркалом (символ Непорочного зачатия) — (лат. Speculum sine macula — Зеркало незапятнанное). Смысл аллегории заключается в том, что единорог, преследуемый охотниками и собаками (аллегории языческого зла) находит убежище на груди Девы Марии. Древний эротический мотив (ранее Деву изображали кормящей грудью единорога) получил в христианском искусстве трансформацию: «Охотник, трубящий в свой рог, олицетворяет архангела Гавриила и вся сцена превращается в аллегорию Благовещения», а собаки олицетворяют христианские добродетели: Милосердие, Справедливость, Мир и Истину (Misericordia, Justitia, Pax, Veitas).
Сюжет мистической охоты связан с легендой, что единорога может укротить только девственница, перед чистотой которой единорог теряет свою изворотливость и становится покорным. В этой аллегории Дева Мария выступает как земное убежище мистического единорога-Христа.
Подобные аллегории часто использовали в свадебных обрядах в качестве прославления чистоты невесты. Такие сцены в эпоху итальянского Возрождения изображали на свадебных сундуках кассоне. Наиболее прославленное произведение на эту тему — «Дама с единорогом» (фр. La Dame à la licorne) — цикл из шести шпалер конца XV века, самый знаменитый из экспонатов парижского музея Средневековья (Клюни).

## Галерея

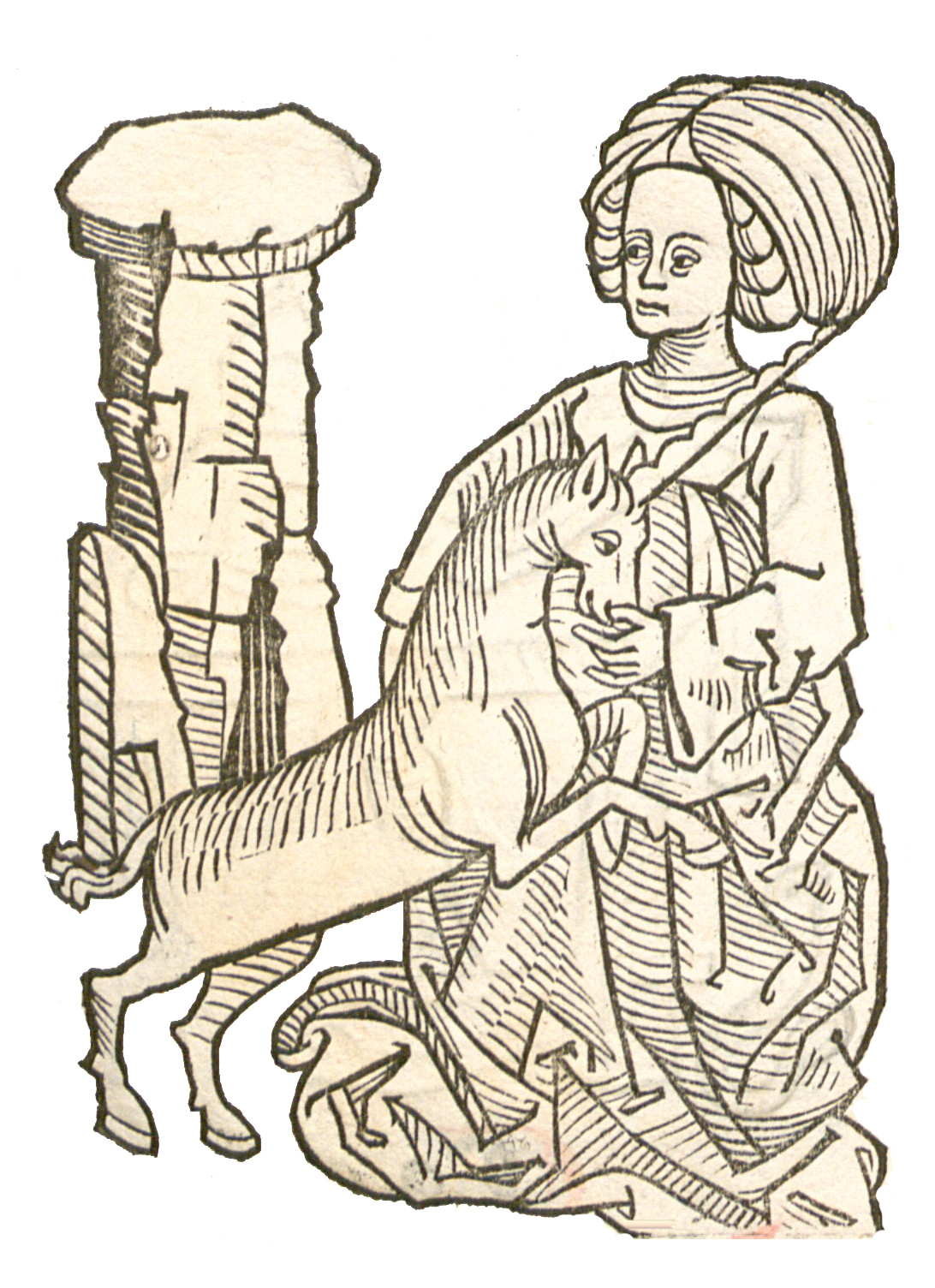
Иллюстрация из книги «Hortus Sanitatis». 1491
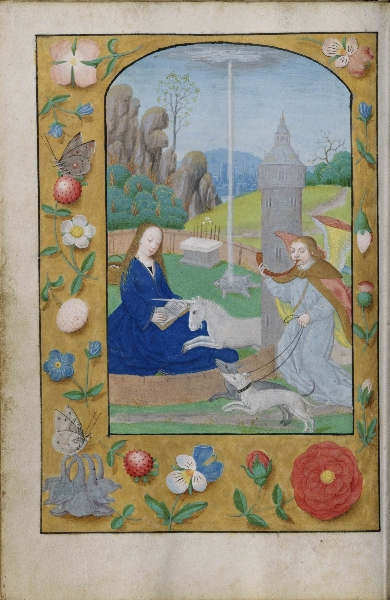
Миниатюра часослова. Ок. 1500. Нидерланды. Пергамент, гуашь. Библиотека Моргана, Нью-Йорк
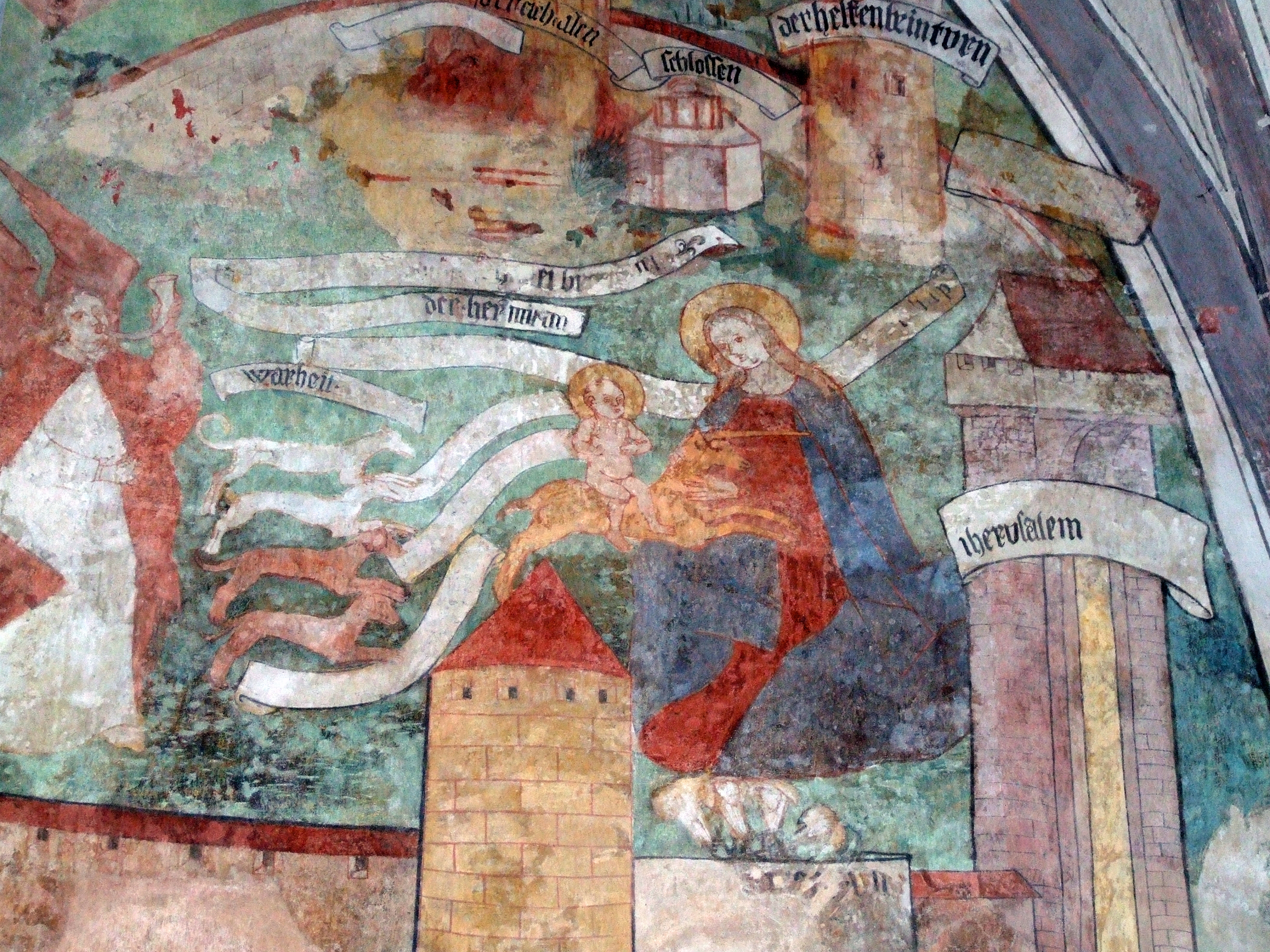
Младенца Иисуса на единороге помещают на колени Девы Марии. Фреска. Церковь Марии, Мемминген
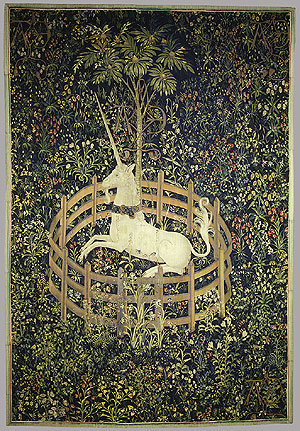
Пленённый единорог. Шпалера. Южные Нидерланды. Ок. 1500. Метрополитен-музей, Нью-Йорк
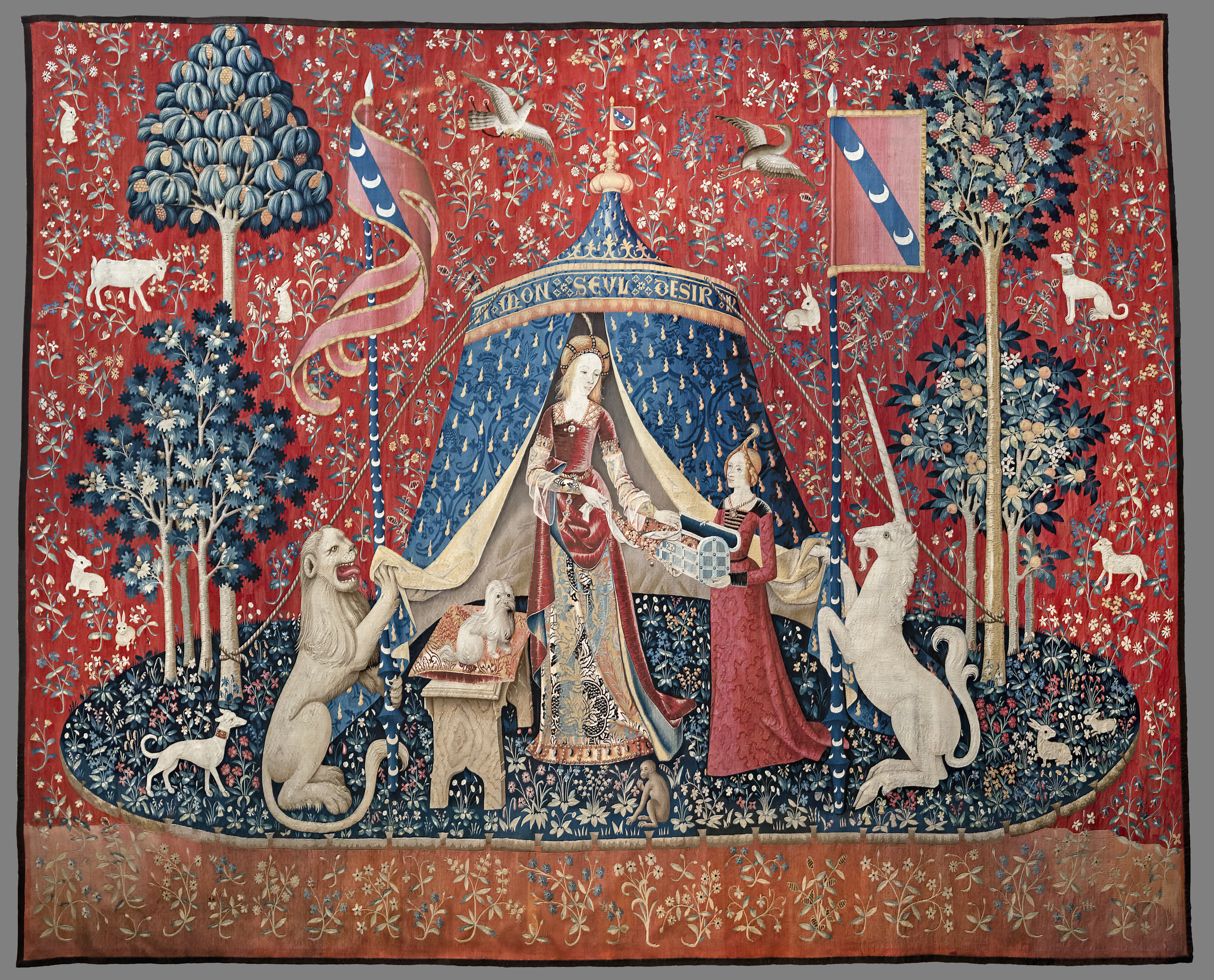
По моему единственному желанию. Шпалера из серии «Дама с единорогом». XV в. Музей Средневековья (Клюни) , Париж
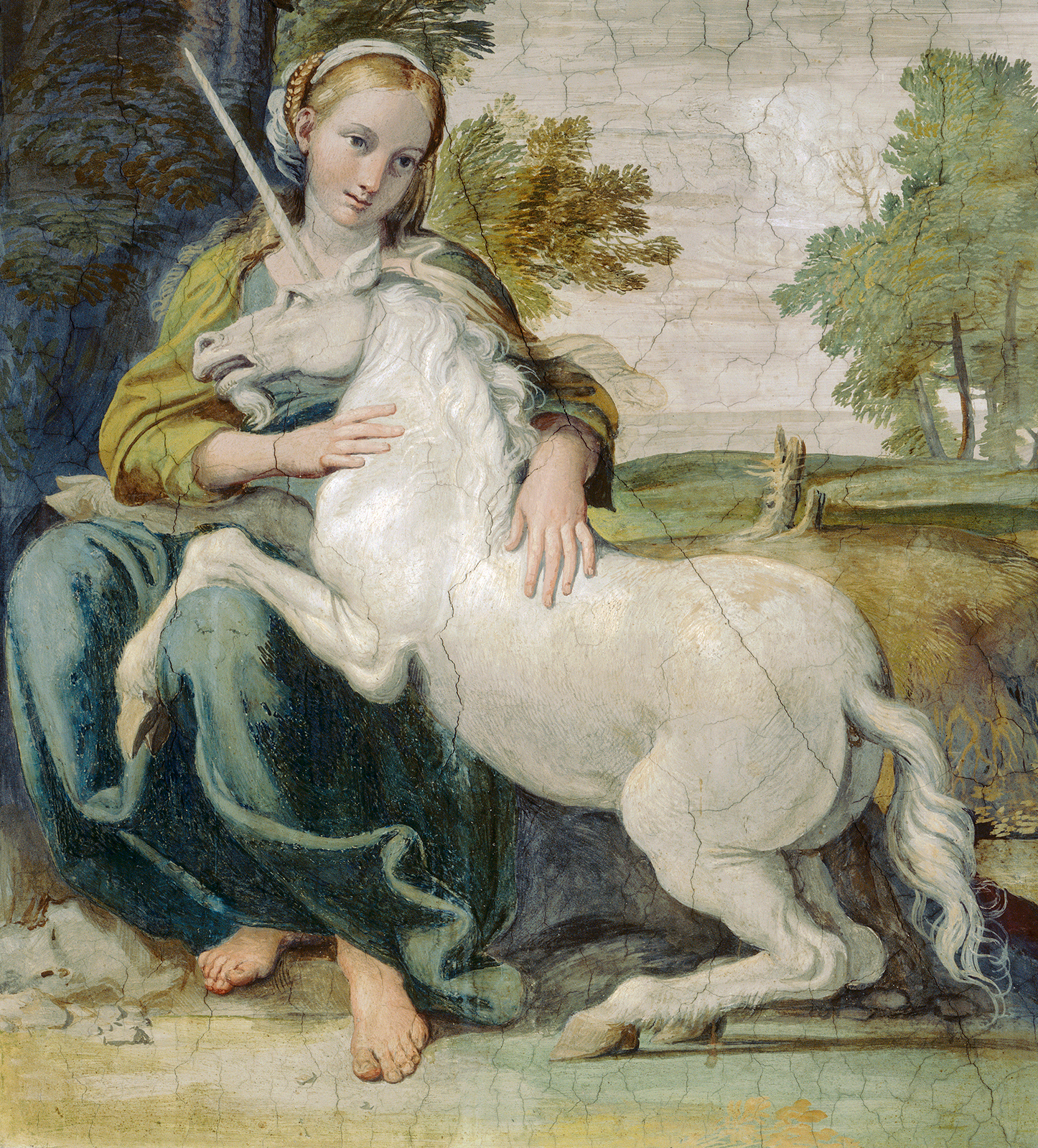
Доменикино. Дева с единорогом. Между 1604 и 1605. Фреска. Деталь. Палаццо Фарнезе, Рим